# 550
Năm 550 là một năm trong lịch Julius.